# Туньчен
Туньчен (кит. 屯城镇, пін. Túnchéng Zhèn) — містечко у КНР, адміністративний центр повіту Туньчан у провінції Хайнань.

## Географія
Туньчен розташовується майже у центрі острова Хайнань.

### Клімат
Містечко знаходиться у зоні, котра характеризується мусонним кліматом. Найтепліший місяць — червень із середньою температурою 28.9 °C (84 °F). Найхолодніший місяць — січень, із середньою температурою 17.8 °С (64 °F).
| Клімат Туньчена         | Клімат Туньчена | Клімат Туньчена | Клімат Туньчена | Клімат Туньчена | Клімат Туньчена | Клімат Туньчена | Клімат Туньчена | Клімат Туньчена | Клімат Туньчена | Клімат Туньчена | Клімат Туньчена | Клімат Туньчена | Клімат Туньчена |
| Показник                | Січ.            | Лют.            | Бер.            | Квіт.           | Трав.           | Черв.           | Лип.            | Серп.           | Вер.            | Жовт.           | Лист.           | Груд.           | Рік             |
| Абсолютний максимум, °C | 30              | 32              | 35              | 35              | 40              | 37              | 37              | 37              | 37              | 32              | 31              | 30              | 40              |
| Середній максимум, °C   | 22              | 22              | 26              | 29              | 32              | 32              | 32              | 32              | 31              | 28              | 26              | 23              | 28              |
| Середня температура, °C | 17              | 18              | 23              | 25              | 28              | 28              | 28              | 28              | 27              | 24              | 22              | 19              | 24              |
| Середній мінімум, °C    | 13              | 15              | 20              | 22              | 24              | 25              | 24              | 24              | 23              | 21              | 19              | 16              | 21              |
| Абсолютний мінімум, °C  | 5               | 7               | 10              | 13              | 18              | 22              | 22              | 22              | 21              | 12              | 10              | 8               | 5               |
| Вологість повітря, %    | 82              | 85              | 85              | 84              | 81              | 83              | 82              | 84              | 86              | 83              | 84              | 84              | 84              |
| ----------------------- | --------------- | --------------- | --------------- | --------------- | --------------- | --------------- | --------------- | --------------- | --------------- | --------------- | --------------- | --------------- | --------------- |
| Джерело: Weatherbase    |                 |                 |                 |                 |                 |                 |                 |                 |                 |                 |                 |                 |                 |